# Priyanka Chopra Jonas
Pour les articles homonymes, voir Chopra.
Priyanka Chopra (hindi : प्रियंका चोपड़ा), ou Priyanka Chopra Jonas (depuis son mariage en 2018 avec Nick Jonas), est une actrice, chanteuse, productrice, écrivaine et mannequin indienne, née le 18 juillet 1982 à Jamshedpur (Bihar, aujourd'hui Jharkhand),,,, élue Miss Monde 2000.
Il s'agit d'une des artistes les plus reconnues d'Inde. Priyanka a reçu de nombreuses distinctions, dont un National Film Award et cinq Filmfare Awards. En 2016, le gouvernement indien lui décerne le Padma Shri et le Time la classe comme faisant partie des 100 personnes les plus influentes au monde. De plus, en 2017 et 2018, Forbes la déclare comme faisant partie des 100 femmes les plus puissantes du monde,,.
En 2010, puis en 2016, Priyanka se voit décerner le titre Ambassadrice de bonne volonté de l'UNICEF au niveau international pour les droits de l'enfant. Sa fondation éponyme pour la santé et l'éducation travaille à fournir un soutien aux enfants indiens défavorisés.
Elle est également la fondatrice de la société de production Purple Pebble Pictures (en), dans le cadre de laquelle elle a produit plusieurs films indiens régionaux.
Elle commence une carrière d'actrice en 2002. Ses succès commerciaux, Mujhse Shaadi Karogi (2004), Krrish (2006) et Don - The Chase Begins Again, en font une actrice notable du cinéma indien contemporain.
Elle est ensuite révélée au grand public international grâce à son interprétation du rôle principal de la série américaine Quantico.

## Biographie

### Enfance et formation
Priyanka Chopra naît le 18 juillet 1982 à Jamshedpur, dans l'État du Bihar, aujourd'hui Jharkhand, en Inde. Elle est la fille d'Ashok et Madhu Chopra, tous deux médecins militaires et respectivement d'origine punjabi et bihari et de confession hindoue. Au gré des affectations de ses parents, elle fréquente de nombreux établissements scolaires dont l'école La Martinière de Lucknow et des lycées américains. Elle a un frère, Siddharth, qui est de sept ans son cadet. Les actrices de Bollywood Parineeti Chopra, Meera Chopra et Mannara Chopra sont ses cousines.
En raison de la profession de médecins militaires de ses parents, la famille a été affectée dans un certain nombre d'endroits en Inde, notamment à Delhi, Chandigarh, Ambala, Ladakh, Lucknow, Bareli et Pune. Parmi les écoles qu'elle a fréquentées, il y avait l'école de filles La Martiniere à Lucknow  et le Collège St. Maria Goretti à Bareilly.
À 13 ans, elle a déménagé aux États-Unis pour étudier, vivant avec sa tante et fréquentant des écoles à Newton dans le Massachusetts, et Cedar Rapids dans Iowa, après un arrêt dans le Queens à New York, car la famille de sa tante a également déménagé fréquemment. Après trois ans, elle est retournée en Inde, finissant l'année principale de son éducation de lycée à l'école publique d'armée à Bareli.
Elle commence des études supérieures en ingénierie aéronautique à l'université Jai Hind à Mumbai mais les abandonne rapidement pour se présenter à des concours de beauté.

### Carrière

#### Miss Monde: un tremplin vers le cinéma (2000-2002)
En 2000, sa mère l'a inscrite au concours Miss Inde de 2000 ; elle a terminé deuxième, remportant le titre Miss India World,. Priyanka Chopra (hindi : प्रियंका चोपड़ा) se présente à l'élection de Miss Monde et remporte le titre Miss Monde 2000 et Miss Monde Reine Continentale de Beauté - Asie et Océanie au Dôme du Millénaire à Londres le 30 novembre 2000, malgré une réponse erronée à la question « Quelle femme, parmi les personnalités vivant aujourd'hui, admirez-vous le plus ? » à laquelle elle répond « Mère Teresa », décédée en 1997.
L'année 2000 est excellente pour l'Inde puisque deux autres Indiennes, Lara Dutta et Diya Mirza deviennent respectivement Miss Univers et Miss Asia Pacific International. Elle a été la cinquième candidate indienne à remporter Miss Monde après Reita Faria, Aishwarya Rai, Diana Hayden et Yukta Mookhey.
Les Miss intéressent fortement les producteurs de Bollywood, comme peuvent en témoigner les carrières d'Aishwarya Rai (Miss Monde 1994) et Sushmita Sen (Miss Univers 1994), et Priyanka Chopra est très rapidement embauchée pour le tournage de Thamizhan, un film en langue tamoule, dans lequel elle joue et chante.
En 2002, elle est pourtant encore loin de faire l'unanimité. Kalyani Singh, le producteur de Raja Bhaiyya, exige qu'elle soit retirée du casting car il ne la juge pas assez professionnelle. Ensuite, c'est au tour de l'acteur Anil Kapoor de refuser de tourner avec elle pour les mêmes raisons. Sanjay Dutt, quant à lui, est sous le charme de la jeune actrice et, coproducteur du film Plan, il lui confie le rôle principal initialement destiné à Cleo Isaacs.

#### Premiers succès (2003-2005)

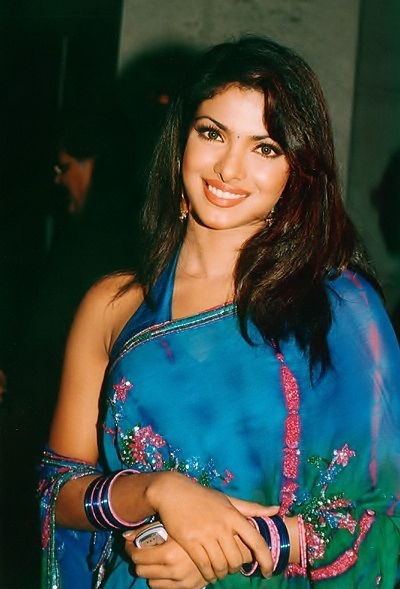
En 2003.

Les sorties de The Hero, sorte de James Bond à l'indienne et Andaaz où elle donne la réplique à Akshay Kumar confirment que Priyanka Chopra a bien sa place à Bollywood. Sa légitimité est renforcée par l'obtention du Filmfare Award du meilleur espoir féminin pour Andaaz. En 2004, elle retrouve Akshay Kumar pour Mujhse Shaadi Karogi, un film avec Salman Khan dans le rôle principal qui obtient un énorme succès en Inde et en Angleterre. Elle décroche un rôle encore plus important avec Aitraaz, qui lui apporte le deuxième Filmfare Awards de sa carrière, celui du Meilleur rôle négatif. À la demande des réalisateurs Abbas et Mastan Burmawalla, elle chante une des chansons du film.
Début 2005, le décès de Amrish Puri l'affecte énormément. Elle avait tourné avec lui ses deux films les plus marquants jusqu'alors, Mujhse Shaadi Karogi et Aitraaz. Quelques mois plus tard, elle rencontre à nouveau un grand succès avec Waqt, dans lequel elle joue aux côtés d'Amitabh Bachchan et d'Akshay Kumar. Un emploi du temps très chargé (Blackmail, Karam, Yakeen, Barsaat et Bluffmaster) l'oblige à décliner les propositions émanant de producteurs prestigieux tels que Karan Johar et Subhash Ghai.

#### Accession au premier plan (2006-2014)

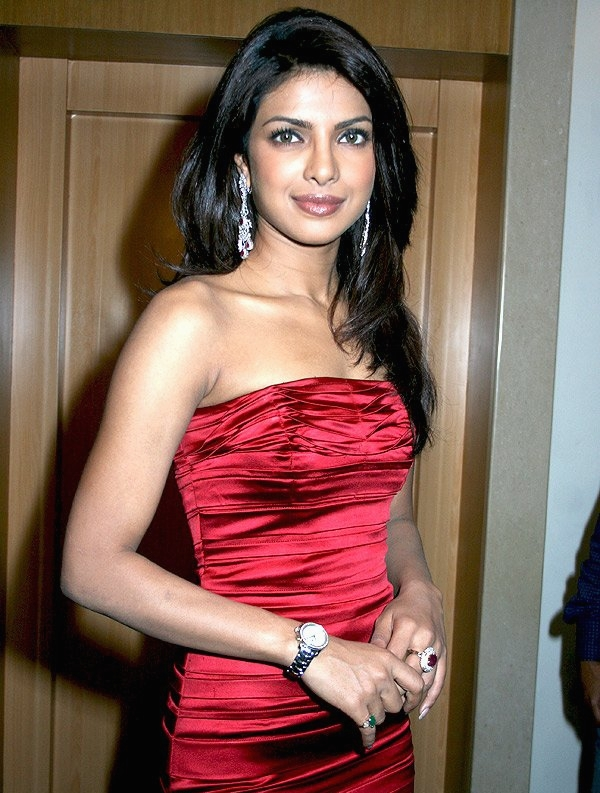
En 2008.

En 2006, on la retrouve dans Krrish, la suite de Koi... mil gaya, avec Hrithik Roshan et Don - The Chase Begins Again aux côtés de la superstar Shahrukh Khan, qui sont parmi les plus gros succès de l'année.
En 2007, on la voit dans Salaam-E-Ishq réalisé par Nikhil Advani et Big Brother qui échouent au box office.

En 2008, elle joue dans pas moins de six films. Les quatre premiers, Love Story 2050, God Tussi Great Ho, Chamku et Drona sont des échecs commerciaux mais Fashion est un succès critique. Situé dans le monde de la mode, Priyanka Chopra y interprète un top modèle ambitieux. Sa performance est appréciée et lui apporte plusieurs prix de la meilleure actrice dont le Filmfare Award de la meilleure actrice. Music India Online qualifie ainsi son interprétation : « Sa transformation, de la fille pétillante de Chandigarh au mannequin vedette arriviste qui se débarrasse de son petit ami et de sa conscience pour poursuivre ses rêves, est réalisée avec une exquise subtilité et une passion contenue. Pour Priyanka, c'est le film du passage à l'âge adulte. » Sa dernière sortie en 2008 est Dostana, comédie romantique réalisée par Tarun Mansukhani, qui traite de l'homosexualité avec humour et fait un succès modéré au box office.

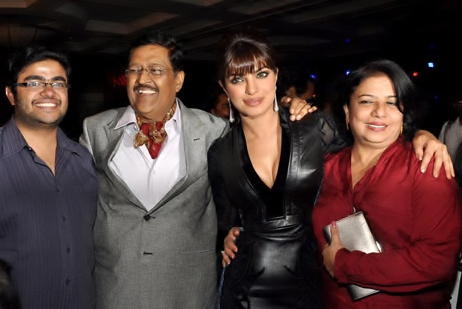
Priyanka avec ses parents et son frère en 2012.

En 2009, on la voit dans Kaminey, réalisé par Vishal Bhardwaj avec Shahid Kapoor, où elle interprète une jeune fille du Maharashtra. Le film est un succès et son interprétation est appréciée, entre autres par Taran Adarsh qui écrit : « Une brillante performance, elle est parfaitement rentrée dans la peau de son personnage et a un très bon accent marathi. »
Elle apparaît ensuite dans What's Your Rashee, une comédie romantique réalisée par Ashutosh Gowariker aux côtés de Harman Baweja, où elle interprète 12 rôles correspondant aux 12 signes du zodiaque. Malgré cette performance, une première dans l'histoire du cinéma, le film est un échec commercial et critique.
En 2010, on la voit dans Pyaar Impossible réalisé par Jugal Hansraj et produit par la célèbre société de production Yash Raj Films. Aux côtés d'Uday Chopra, elle y incarne une lycéenne qui tombe amoureuse d'un geek, le film est un échec commercial. Elle tourne ensuite dans Anjaana Anjaani, face à Ranbir Kapoor, dans un road-movie romantique réalisé par Siddharth Anand et produit par Sajid Nadiadwala.

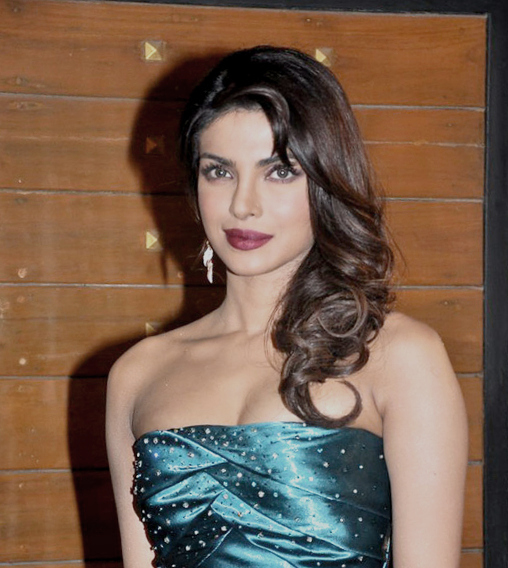
Lors des Filmfare Awards 2013.

Puis elle retrouve un rôle négatif dans une adaptation de Susanna's Seven Husbands de Ruskin Bond, 7 Khoon Maaf (2011) de Vishal Bhardwaj où elle se débarrasse de ses sept maris dont John Abraham, Neil Nitin Mukesh, Naseeruddin Shah et Irrfan Khan. Bien qu'il soit présenté à la Berlinale et lui apporte un Prix des critiques de la meilleure actrice, le film ne suscite pas l'adhésion du public. À la fin de l'année, elle regagne les faveurs des spectateurs avec Don 2 où elle reprend la traque du parrain implacable qu'incarne Shahrukh Khan.
Dans Agneepath (Karan Malhotra, 2012) elle est la compagne de Hrithik Roshan dans le remake du film de 1990 avec Amitabh Bachchan. Après ce succès au box office, elle est à l'affiche de Teri Meri Kahaani aux côtés de Shahid Kapoor, le film connait un succès mitigé. Elle joue ensuite dans le film dramatique Barfi! où elle interprète pour la première fois de sa carrière une jeune autiste aux côtés de Ranbir Kapoor et Ileana D'Cruz. Le long métrage est un succès majeur au box-office, Priyanka Chopra est encensée par la critique et récolte une nomination au Filmfare Award de la meilleure actrice.
En 2013, elle a prêté sa voix au personnage d'Ishani, le champion panasiatique en titre de l'Inde et à l'intérêt amoureux du principal protagoniste du film Planes de Walt Disney Animation Studios, une retombée de la franchise Cars de Pixar. Le film a été un succès commercial, rapportant environ 240 millions de dollars américains dans le monde.

#### Carrière à Hollywood (depuis 2015)

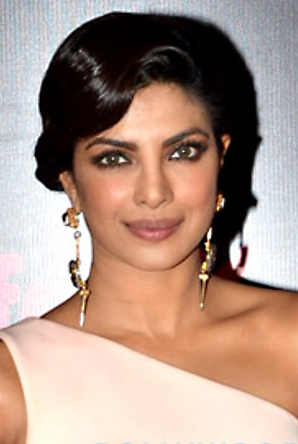
Aux Screen Awards 2015.

Depuis 2015, elle oriente également sa carrière vers Hollywood,,. Elle est l'actrice principale de la série américaine Quantico dans le rôle d'Alex Parrish aux côtés de Jake McLaughlin et Johanna Braddy,,,. La série raconte l'histoire de jeunes recrues du FBI qui se battent de toutes leurs forces sur le camp d'entraînement de Quantico en Virginie, entre tests d'endurance physique, cours de tir, et maîtrise de l'art de l'enquête et de l'interrogatoire. Ils ont 50 % de chances d'échouer et la compétition fait rage. 9 mois plus tard, l'un d'entre eux est suspecté d'avoir commis la plus grosse attaque terroriste sur le sol américain depuis les attentats du 11 septembre 2001.
À son lancement, la série reçoit des critiques majoritairement positives, en plus d'une bonne réception de la part du public, qui en fait un succès,. La série est rapidement renouvelée pour une seconde saison avec un changement de format et un renouveau du côté du casting. Mais au global, les audiences de ce deuxième chapitre sont nettement en deçà des attentes de la production. Finalement, en mai 2017, le réseau de diffusion ABC, prend la décision de sauver de justesse la série qui peut donc bénéficier d'une troisième saison mais raccourcie et avec un changement de showrunner.
Parallèlement, l'actrice fait ses débuts au cinéma hollywoodien elle décroche un rôle dans le film Baywatch : Alerte à Malibu, réalisé par Seth Gordon. Aux côtés de Dwayne Johnson et Zac Efron, elle incarne Victoria Leeds, la méchante de cette comédie d'action. Le film fonctionne correctement au box office en étant largement rentabilisé, mais il est mal accueilli par la critique, surtout en France : 15 critiques seulement ont pris la peine de le visionner et seul celui du magazine Closer l'a bien noté.
Le Festival du film de Sundance 2018 a marqué la sortie de son prochain film américain A Kid Like Jake avec Claire Danes, Jim Parsons et Octavia Spencer, réalisé par Silas Howard.
En 2019, elle décroche un rôle dans la comédie romantique américaine Isn't It Romantic avec Rebel Wilson, Liam Hemsworth, Adam DeVine et Tom Ellis, réalisée par Todd Strauss-Schulson.
Elle est ensuite revenue au cinéma hindi avec The Sky Is Pink (en), un film biographique hindou basé sur la vie d'Aisha Chaudhary (en) réalisé par Shonali Bose et dont Priyanka est co-productrice. Le film raconte l'histoire de ses parents Aditi et Niren alors qu'ils naviguent dans leur mariage tout en faisant face à la maladie de leur fille. The Sky Is Pink était l'un des films indiens les plus attendus de 2019, il a reçu des critiques généralement positives de la part des critiques.
Avec Sophie Turner et Danielle Jonas (en) elle participe en 2019 au clip Sucker puis en 2020 au clip What a Man Gotta Do du groupe Jonas Brothers dont fait partie son mari.
En 2020, elle est en négociation pour un rôle dans le film de science-fiction australo-américain Matrix 4 qui sera réalisé par Lana Wachowski, et dont la sortie est prévue pour 2022,. Elle sera aux côtés de Keanu Reeves, Carrie-Anne Moss, Jada Pinkett Smith, Jessica Henwick, Jonathan Groff et Neil Patrick Harris,.
Parallèlement, elle est au casting du film américain Cowboy Ninja Viking aux côtés de Chris Pratt, réalisé par Michelle MacLaren adapté d'une série de comics créée par A.J. Lieberman et Riley Rossmo. La sortie du film a été retardée par Universal Pictures, elle était prévue pour le 28 juin 2019 aux Etats-Unis.
En 2023, Priyanka a joué aux côtés de Richard Madden dans la série Citadel, créée par Josh Appelbaum, Bryan Oh et David Weil (en) pour Prime Video, avec les frères Russo agissant en tant que producteurs délégués.  Avec un budget de production de 300 millions de dollars, la première saison de six épisodes se classe parmi les émissions de télévision les plus chères.

## Engagements

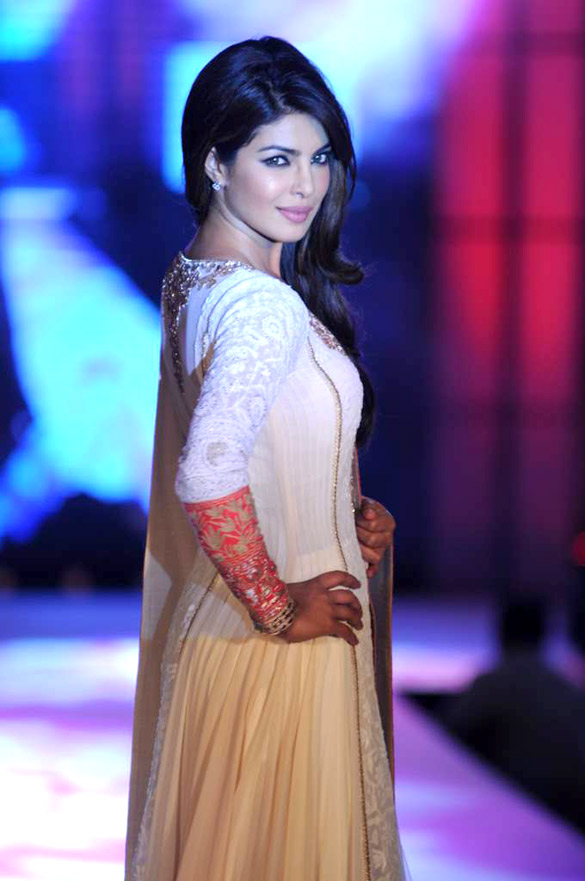
Priyanka lors du défilé de mode de charité de Manish Malhotra en 2009.

Elle soutient diverses causes par le biais de sa fondation « La Fondation Priyanka Chopra pour la santé et l'éducation », qui œuvre pour soutenir les enfants défavorisés à travers le pays dans les domaines de l'éducation et de la santé. Elle fait don de dix pour cent de ses revenus pour financer les opérations de la fondation et paie les dépenses éducatives et médicales de soixante-dix enfants en Inde, dont cinquante sont des filles. Adepte du féminisme, elle a toujours parlé des droits des femmes, l'égalité des sexes et l'inégalités de revenus salariaux entre hommes et femmes,,. Elle a fait des apparitions pour soutenir d'autres organismes de bienfaisance, comme le 2005 HELP! Concert téléthon pour collecter des fonds pour les victimes du séisme et tsunami de 2004 dans l'océan Indien.
Elle travaille avec l'UNICEF depuis 2006, enregistrant des messages d'intérêt public et participant à des tables rondes médiatiques promouvant les droits de l'enfant et l'éducation des filles, et a également participé à la célébration du 20e anniversaire de la Convention relative aux droits de l'enfant. Elle a été nommée Ambassadrice de bonne volonté nationale de l'UNICEF pour les droits de l'enfant le 10 août 2010.
En 2009, elle a tourné un documentaire pour l'organisation Alert India afin de mieux comprendre la lèpre. Elle a modelé pour le défilé de mode de charité du concepteur Manish Malhotra et de Shaina NC afin de collecter des fonds pour l'ONG Cancer Patients Aid Association. En 2010, elle était l'une des nombreuses célébrités qui ont créé des messages promotionnels pour Pearls Wave Trust, qui fait campagne contre la violence et l'abus des femmes et des filles. Elle a également lancé la campagne "Save the Girl Child", qui vise à changer les attitudes des Indiens envers les filles.
Elle soutient les associations caritatives environnementales et est l'ambassadeur de la marque NDTV Greenathon, une initiative visant à soutenir le respect de l'environnement et à fournir de l'énergie solaire aux villages ruraux sans électricité.
Elle a fait don ₹ 5 millions (US $ 70 000) à l'hôpital Nanavati pour construire un service de cancérologie, qui porte le nom de son défunt père, a été inaugurée par Priyanka en 2013. La même année, elle a fourni une voix off en anglais et en hindi pour le film documentaire Girl Rising (en) pour l'organisation du même nom aux côtés d'Anne Hathaway, Cate Blanchett, Selena Gomez, Liam Neeson, Chloë Grace Moretz, Freida Pinto, Salma Hayek, Meryl Streep, Alicia Keys et Kerry Washington.
Elle a été invitée comme l'un des orateurs aux côtés de Gordon Brown, Steve Wozniak, Charlie Baker et l'ancien président américain Bill Clinton pour le 50ème anniversaire de la Conférence des Leaders Mondiaux au Hynes Convention Center, Boston en 2015. Elle a parlé de l'autonomisation des femmes par l'éducation, discutant des inégalités et des défis de l'éducation pour les femmes, et a reçu une ovation debout pour son discours.
Elle a également prêté sa voix à un vidéoclip de « Imagine » de John Lennon. La vidéo la mettant en vedette avec d'autres personnes de plus de 140 pays à travers le monde, dont Shakira, David Guetta, Katy Perry, et Will.i.am a été créée dans le cadre d'une campagne mondiale de l'UNICEF pour célébrer le 25e anniversaire de la Convention relative aux droits de l'enfant. Cette version mondiale d'Imagine met en lumière les 28 millions d'enfants dans le monde qui ont été chassés de chez eux en raison d'un conflit.
Le Premier ministre indien Narendra Modi a choisi Priyanka Chopra comme l'un de ses neuf candidats appelés « Navratna » en 2014 pour le Swachh Bharat Abhiyan, une campagne nationale de propreté du gouvernement indien. Elle a prêté son soutien à la campagne en travaillant comme ouvrière d'assainissement pendant une journée, en nettoyant et en réhabilitant un quartier rempli d'ordures à Mumbai et en exhortant les gens à maintenir la propreté.

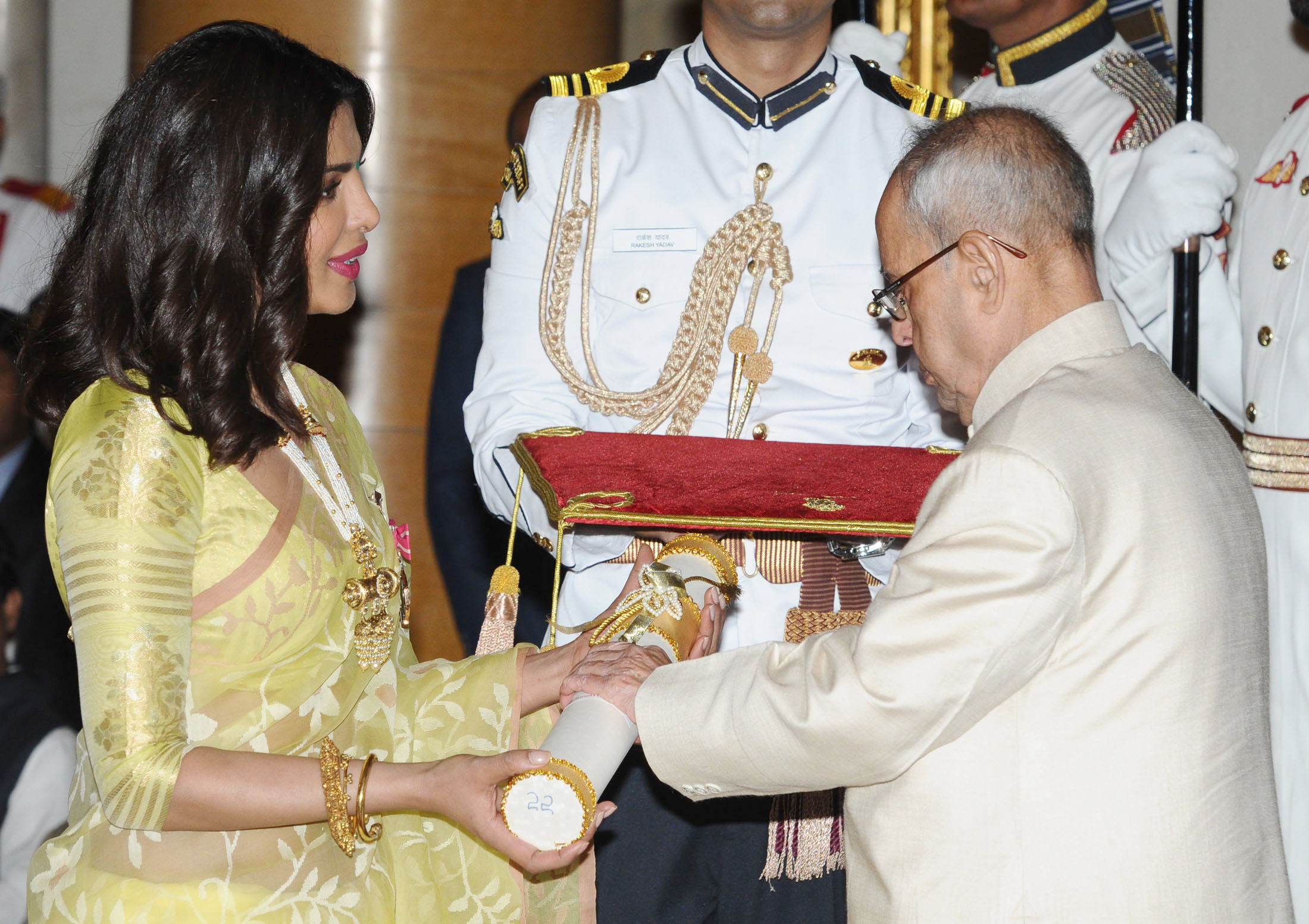
Le président, Pranab Mukherjee remettant le prix Padma Shri à Priyanka Chopra, lors d'une cérémonie d'investiture civile, à Rashtrapati Bhavan, à New Delhi, 2016.

Le 12 avril 2016, le président Pranab Mukherjee lui a décerné le prix Padma Shri, la quatrième plus haute distinction civile de l'Inde.
Elle a été nommée Ambassadrice itinérante mondiale de l'UNICEF en décembre 2016.
Le Time l'a nommée l'une des 100 personnes les plus influentes au monde, et au cours des deux années suivantes, et Forbes l'a classée parmi les 100 femmes les plus puissantes du monde en 2017 et 2018,,.
En 2017, Variety qui présente les femmes les plus influentes travaillant dans l'industrie du divertissement lui a décerné le prix Power of Women pour son travail philanthropique avec l'UNICEF et elle a reçu le Mother Teresa Awards (en) pour sa contribution aux causes sociales.
Deux ans plus tard, elle a reçu le prix humanitaire Danny Kaye par l'UNICEF pour son « travail philanthropique et son dévouement envers le bien-être de la société » au Bal des flocons de neige de l'UNICEF 2019.
En décembre 2019, elle s'est associée au Fonds des Nations Unies pour l'enfance et à la société Crocs pour faire don de 50 000 paires de chaussures à des écoliers méritants dans ce pays d'Amérique centrale, le Belize.
Priyanka Chopra a rejoint son amie la duchesse de Sussex Meghan Markle et l'ancienne Première Dame Michelle Obama lors d'un sommet virtuel sur l'égalité des sexes du 13 au 15 juillet 2020 avec Nadia Murad, Sheryl Sandberg et Jameela Jamil.

## Vie personnelle

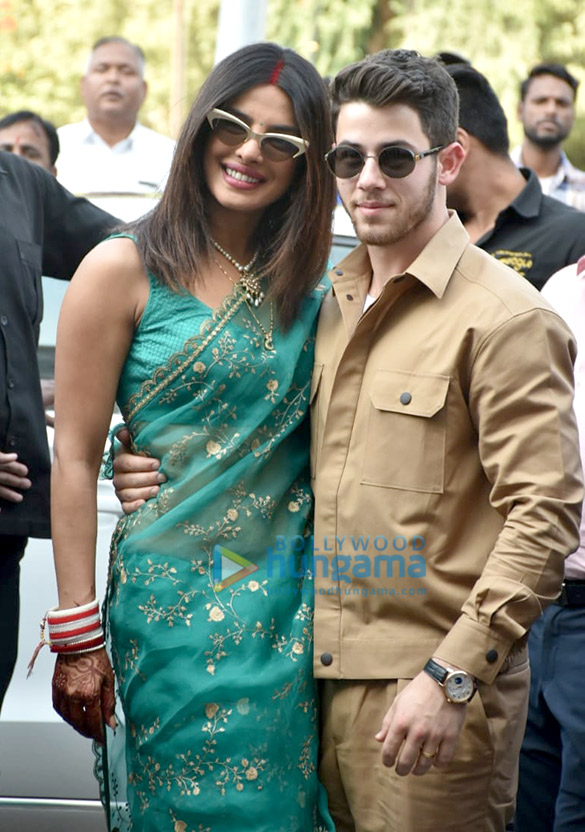
Priyanka Chopra et Nick Jonas après leur mariage au palais Umaid Bhawan, à Jodhpur, 2018.

Elle a maintenu une relation solide avec sa famille, y compris son jeune frère, Siddharth, et vit dans un appartement au même étage que sa famille. Elle était particulièrement proche de son père, décédé en juin 2013.
Le 19 mai 2018, elle était présente au mariage royal du Prince Harry et de Meghan Markle, avec qui elle est amie depuis 2016. 
Depuis mai 2018, elle est en couple avec le chanteur Nick Jonas, il lui a fait sa demande le 19 juillet 2018, un jour après son anniversaire en Crète, en Grèce. Le couple s’est fiancé le 18 août 2018 à Mumbai, en Inde, et marié le 1er décembre 2018 dans le respect des traditions hindoues et chrétiennes lors d'un somptueux mariage qui a duré quatre jours.
La cérémonie chrétienne a été présidée par le père du marié et ancien pasteur, Paul Kevin Jonas, Sr. au Umaid Bhawan Palace à Jodhpur, en Inde. Priyanka portait une robe signée Ralph Lauren avec un voile de 22 mètres de long. La cérémonie indienne a eu lieu le 2 décembre 2018, dans des créations du duo de couturiers Abu Jani et Sandeep Khosla,.
Le 21 janvier 2022, elle et son époux annoncent par un communiqué l’arrivée de leur premier enfant, une petite fille née le 15 janvier 2022 via une mère porteuse. L'enfant se prénomme Malti Marie, Malti étant un nom d'origine sanskrite et Marie d'origine biblique.

## Musique
Priyanka Chopra enregistre sa première chanson en 2002, Ullathai Killadhe pour le film tamoul Thamizhan. Elle préfère se concentrer sur sa carrière cinématographique et refuse par la suite d'autres propositions à l'exception d'une chanson pour Bluffmaster! (2005) qui reste inédite. En 2011, elle signe un contrat avec Universal Music Group ce qui lui permet de sortir trois singles dont les paroles sont en anglais : 2012 : In My City avec le rappeur Will.i.am, 2013 : Exotic avec le rappeur Pitbull et 2014 : I Can't Make You Love Me
En juillet 2012, elle est devenue la première star de Bollywood signée par Creative Artists Agency, une agence de divertissement et de sport basée à Los Angeles.
Son premier single, In My City avec le rappeur Will.i.am, a fait ses débuts aux États-Unis le 13 septembre 2012 dans un spot télévisé pour le football du jeudi soir du réseau NFL ; une version abrégée de la chanson a été utilisée pour ouvrir chaque émission de la saison. La chanson a reçu des critiques mitigées des critiques et était un succès commercial en Inde; il s'est vendu à plus de 130 000 exemplaires au cours de sa première semaine, a dépassé le palmarès de la pop hindi et a été certifié triple platine. Aux États-Unis, le single a échoué, avec 5 000 téléchargements numériques dans sa première semaine. En décembre 2012, elle a reçu trois nominations: meilleure artiste féminine, meilleure chanson et meilleure vidéo (pour In My City) aux World Music Awards.
Elle a également été présente sur Erase, une chanson d'EDM produite par le duo américain de DJ et de producteur The Chainsmokers.
En juillet 2013, Chopra a sorti son deuxième single Exotic avec le rappeur américain Pitbull.
Son troisième single, une reprise de I Can't Make You Love Me de Bonnie Raitt est sorti en avril 2014.

## Filmographie

### Cinéma
| Année | Film                                    | Rôle                                                                                       | Réalisateur               | Partenaire(s) | Notes                                                             |
| ----- | --------------------------------------- | ------------------------------------------------------------------------------------------ | ------------------------- | --- | ----------------------------------------------------------------- |
| 2002  | Thamizhan                               | Priya                                                                                      | Majeeth                   | Vijay |                                                                   |
| 2003  | The Hero: Love Story of a Spy           | Shaheen Zakaria                                                                            | Anil Sharma               | Sunny Deol |                                                                   |
| 2003  | Andaaz                                  | Jiya                                                                                       | Raj Kanwar                | Akshay Kumar, Lara Dutta                                                                                                  | Filmfare Award du meilleur espoir féminin                         |
| 2004  | Plan                                    | Rani                                                                                       | Hriday Shetty             | Sanjay Dutt, Dino Morea                                                                                                   |                                                                   |
| 2004  | Kismat                                  | Sapna                                                                                      | Guddu Dhanoa              | Bobby Deol |                                                                   |
| 2004  | Asambhav                                | Alisha                                                                                     | Rajiv Rai                 | Arjun Rampal |                                                                   |
| 2004  | Mujhse Shaadi Karogi                    | Rani Singh                                                                                 | David Dhawan              | Salman Khan, Akshay Kumar                                                                                                 |                                                                   |
| 2004  | Aitraaz                                 | Mrs. Sonia Roy                                                                             | Abbas-Mustan              | Akshay Kumar | Filmfare Awards du meilleur rôle négatif                          |
| 2005  | Blackmail (en)                          | Mrs. Rathod                                                                                | Anil Devgan               | Ajay Devgan, Suniel Shetty                                                                                                |                                                                   |
| 2005  | Karam                                   | Shalini                                                                                    | Sanjay F Gupta            | John Abraham |                                                                   |
| 2005  | Waqt: The Race Against Time             | Pooja Padukonia                                                                            | Vipul Amrutlal Shah       | Amitabh Bachchan, Akshay Kumar                                                                                            |                                                                   |
| 2005  | Yakeen                                  | Simar                                                                                      | Girish Dhamija            | Arjun Rampal |                                                                   |
| 2005  | Barsaat                                 | Kajal                                                                                      | Suneel Darshan            | Bobby Deol |                                                                   |
| 2005  | Bluffmaster                             | Simmi Ahuja                                                                                | Rohan Sippy               | Abhishek Bachchan, Ritesh Deshmukh                                                                                        |                                                                   |
| 2006  | Taxi Number 9211                        |                                                                                            | Milan Luthria             | | Participation exceptionnelle                                      |
| 2006  | 36 China Town                           | Seema                                                                                      | Abbas-Mustan              | | Participation exceptionnelle                                      |
| 2006  | Alag                                    |                                                                                            | Ashu Trikha, Jim Mulligan | | Participation exceptionnelle dans Sabse Alag                      |
| 2006  | Krrish                                  | Priya                                                                                      | Rakesh Roshan             | Hrithik Roshan |                                                                   |
| 2006  | Aap Ki Khatir                           | Anu                                                                                        | Dharmesh Darshan          | Akshaye Khanna, Amisha Patel                                                                                              |                                                                   |
| 2006  | Don - The Chase Begins Again            | Roma                                                                                       | Farhan Akhtar             | Shah Rukh Khan |                                                                   |
| 2007  | Salaam-e-Ishq: A Tribute to Love        | Kamini                                                                                     | Nikhil Advani             | Salman Khan, Anil Kapoor                                                                                                  |                                                                   |
| 2007  | Big Brother                             | Aarthi Sharma                                                                              | Guddu Dhanoa              | Sunny Deol |                                                                   |
| 2007  | Om Shanti Om                            |                                                                                            | Farah Khan                | | Participation exceptionnelle dans Deewangi Deewangi               |
| 2008  | My Name is Anthony Gonsalves            |                                                                                            | E. Niwas                  | | Participation exceptionnelle                                      |
| 2008  | Love Story 2050                         | Sana/Zeisha                                                                                | Harry Baweja              | Harman Baweja, Boman Irani                                                                                                | Double rôle                                                       |
| 2008  | God Tussi Great Ho                      | Alia Kapoor                                                                                | Rumi Jaffrey              | Salman Khan, Amitabh Bachchan                                                                                             |                                                                   |
| 2008  | Chamku                                  | Shubhi                                                                                     | Kabeer Kaushik            | Bobby Deol, Irrfan Khan                                                                                                   |                                                                   |
| 2008  | Drona                                   | Sonia                                                                                      | Goldie Behl               | Abhishek Bachchan |                                                                   |
| 2008  | Fashion                                 | Meghna Mathur                                                                              | Madhur Bhandarkar         | Kangna Ranaut | Meilleure actrice aux Filmfare Awards et aux National Film Awards |
| 2008  | Dostana                                 | Neha Melwani                                                                               | Tarun Mansukhani          | Abhishek Bachchan, John Abraham                                                                                           |                                                                   |
| 2009  | Billu                                   |                                                                                            | Priyadarshan              | | Item number                                                       |
| 2009  | Kaminey                                 | Sweety                                                                                     | Vishal Bhardwaj           | Shahid Kapoor |                                                                   |
| 2009  | What's Your Raashee?                    | Anjali/Vishakha/Kajal/Hansa/ Malika/Pooja/Rajni/Nandini/Bhavna /Jhankhana/Sanjna/Chandrika | Ashutosh Gowariker        | Harman Baweja | Priyanka Chopra interprète 12 rôles                               |
| 2010  | Pyaar Impossible                        | Alisha Merchant                                                                            | Jugal Hansraj             | Uday Chopra, Dino Morea                                                                                                   |                                                                   |
| 2010  | Anjaana Anjaani                         | Kiara                                                                                      | Siddharth Anand           | Ranbir Kapoor, Zayed Khan                                                                                                 |                                                                   |
| 2011  | 7 Khoon Maaf                            | Susanna                                                                                    | Vishal Bhardwaj           | Neil Nitin Mukesh, John Abraham, Irrfan Khan, Aleksandr Dyachenko, Annu Kapoor, Naseeruddin Shah, Vivaan Shah, Usha Uthup |                                                                   |
| 2011  | Don 2                                   | Roma                                                                                       | Farhan Akhtar             | Shahrukh Khan, Om Puri | Suite de Don : The Chase Begins Again                             |
| 2011  | Ra.One                                  | Desi Girl                                                                                  | Anubhav Sinha             | | Participation exceptionnelle                                      |
| 2012  | Agneepath                               | Kaali Gawde                                                                                | Karan Malhotra            | Hrithik Roshan | Remake d'Agneepath (1990)                                         |
| 2012  | Teri Meri Kahaani                       | Radha                                                                                      | Kunal Kohli               | Shahid Kapoor |                                                                   |
| 2012  | Barfi!                                  | Jhilmil Chatterjee                                                                         | Anurag Basu               | Ranbir Kapoor,Ileana D'Cruz                                                                                               |                                                                   |
| 2013  | Deewana Main Deewana                    | Priya                                                                                      | K. C. Bokadia             | Govinda | Film tourné en 2008 dont la sortie a été retardée                 |
| 2013  | Shootout at Wadala                      |                                                                                            | Sanjay Gupta              | | Item number dans Babli Badmaash Hai                               |
| 2013  | Bombay Talkies                          |                                                                                            |                           | | Apparition clip Apna Bombay Talkies                               |
| 2013  | Planes                                  | Ishani (voix)                                                                              | Klay Hall                 | | Film d'animation                                                  |
| 2013  | Krrish 3                                | Priya                                                                                      | Rakesh Roshan             | Hrithik Roshan |                                                                   |
| 2013  | Zanjeer                                 | Mala                                                                                       | Apoorva Lakhia            | Ram Charan |                                                                   |
| 2014  | Gunday                                  | Nandita                                                                                    | Ali Abbas Zafar           | Ranveer Singh, Arjun Kapoor                                                                                               |                                                                   |
| 2014  | Mary Kom                                | Mary Kom                                                                                   | Omung Kumar               | Darshan Kumaar, Sunil Thapa                                                                                               |                                                                   |
| 2015  | Dil Dhadakne Do                         | Ayesha                                                                                     | Zoya Akhtar               | Farhan Akhtar, Ranveer Singh, Anushka Sharma                                                                              |                                                                   |
| 2015  | Bajirao Mastani                         | Kashi Bai (en)                                                                             | Sanjay Leela Bansali      | Ranveer Singh, Deepika Padukone                                                                                           |                                                                   |
| 2016  | Jai Gangaajal                           | Abha Mathur                                                                                | Prakash Jha               | |                                                                   |
| 2016  | Le Livre de la jungle                   | Kaa (voix)                                                                                 | Jon Favreau               | | version hindi                                                     |
| 2017  | Baywatch : Alerte à Malibu (Baywatch)   | Victoria Leeds                                                                             | Seth Gordon               | Dwayne Johnson, Zac Efron, Alexandra Daddario, Kelly Rohrbach                                                             | Film américain                                                    |
| 2018  | A Kid Like Jake                         | Amal                                                                                       | Silas Howard              | Claire Danes, Jim Parsons et Octavia Spencer                                                                              | Film américain                                                    |
| 2019  | Isn't It Romantic                       | Isabella                                                                                   | Todd Strauss-Schulson     | Rebel Wilson, Liam Hemsworth, Adam DeVine et Tom Ellis                                                                    | Film américain                                                    |
| 2019  | The Sky Is Pink (en)                    | Aditi Chaudhary                                                                            | Shonali Bose              | Farhan Akhtar, Zaira Wasim, Rohit Suresh Saraf                                                                            | Film biographique indien basé sur la vie d'Aisha Chaudhary (en)   |
| 2020  | C'est nous les héros (We Can Be Heroes) | Miss Granada                                                                               | Robert Rodriguez          | Pedro Pascal, Boyd Holbrook, Christian Slater, Christopher McDonald                                                       | Film américain                                                    |
| 2020  | Le Tigre blanc (The White Tiger)        | Pinky                                                                                      | Ramin Bahrani             | | Film indien                                                       |
| 2022  | Matrix Resurrections                    | Sati                                                                                       | Lana Wachowski            | Jonathan Groff, Keanu Reeves, Carrie-Anne Moss, Jada Pinkett Smith, Neil Patrick Harris                                   | Film américain                                                    |
| 2023  | Love Again                              | Mira Ray                                                                                   | James C.Strouse           | Sam Heughan , Céline Dion et Nick Jonas                                                                                   | Film américain                                                    |

- 2025 : Heads of State d'Ilia Naïchouller

### Télévision
- 2015-2018 : Quantico : Alex Parrish (rôle principal - 57 épisodes)
- depuis 2023 : Citadel : Nadia Sinh (rôle principal)

### Vidéoclip
- 2019 : Sucker[76], des Jonas Brothers
- 2020 : What a Man Gotta Do[34], des Jonas Brothers

## Voix françaises
- Léovanie Raud[77] dans :
  - Quantico (série télévisée)
  - Isn't It Romantic
  - C'est nous les héros
  - Le Tigre blanc
  - Matrix Resurrections
  - Citadel (série télévisée)
  - Love Again : un peu, beaucoup, passionnément
- Barbara Beretta dans :
  - Don : La Chasse à l'homme
  - Don 2

Et aussi
- Laëtitia Laburthe-Tolra dans Baywatch : Alerte à Malibu
- Déborah Claude dans Heads of State